# Liste der Monuments historiques in Mouy
Die Liste der Monuments historiques in Mouy führt die Monuments historiques in der französischen Gemeinde Mouy auf.

## Liste der Bauwerke
| Bezeichnung          | Beschreibung                             | Standort | Kennzeichnung | Schutzstatus | Datum | Bild           |
| -------------------- | ---------------------------------------- | -------- | ------------- | ------------ | ----- | -------------- |
| Kirche St-Léger      | Erbaut im 12./13. Jahrhundert            | (Lage)   | PA00114765    | Classé       | 1936  | weitere Bilder |
| Maison Bordez-Greber | Haus, erbaut Anfang des 20. Jahrhunderts | (Lage)   | PA00114989    | Inscrit      | 1990  | weitere Bilder |

## Liste der Objekte
- Monuments historiques (Objekte) in Mouy in der Base Palissy des französischen Kultusministeriums